# Ferdinand Bordewijk
Ferdinand Bordewijk (* 10. Oktober 1884 in Amsterdam; † 28. April 1965 in Den Haag) war ein niederländischer Schriftsteller. Sein Werk wird oft dem Magischen Realismus und der Neuen Sachlichkeit zugerechnet und gilt als eines der wichtigsten der niederländischen Moderne.

## Leben
Bordewijk wohnte die ersten zehn Jahre seines Lebens in Amsterdam, danach in Den Haag. Sein voller Name war Ferdinand Johan Wilhelm Christiaan Karel Emil Bordewijk; vier seiner Namen legte er jedoch 1919 offiziell ab. Er studierte Rechtswissenschaft in Leiden und promovierte 1912. Ein Jahr später wurde er als Anwalt vereidigt. Bordewijk arbeitete in dieser Zeit für eine Lebensversicherung und eine große Anwaltskanzlei, zeitweilig auch als Dozent für Handelsrecht. 1916 veröffentlichte er unter dem Pseudonym Ton Ven (das er auch später noch einige Male verwendete) erstmals einen Gedichtband, Paddestoelen (dt. „Pilze“), dem jedoch keine große Aufmerksamkeit zuteilwurde. In der Folge wandte er sich eher der Prosa zu. Seinen Durchbruch schaffte er ab 1919 mit drei Bänden fantastischer Erzählungen. Er arbeitete von diesem Jahr an bis zu seinem Tod an verschiedenen Orten als selbständiger Anwalt, wohnte jedoch die meiste Zeit seines Lebens in Den Haag – lediglich gegen Ende des Zweiten Weltkriegs flüchtete er vor Kriegshandlungen für einige Zeit nach Leiden. Ab 1914 war er mit der Komponistin Johanna Roepman verheiratet, mit der er einen Sohn und eine Tochter hatte. Ansonsten ist nicht viel über sein Privatleben bekannt; Fragen danach beantwortete er stets abweisend. Bordewijk sah sich selbst in erster Linie als Jurist, der der Schriftstellerei lediglich in seiner Freizeit nachging. Er hatte relativ wenig Kontakte zu Schriftstellerkollegen und wurde von diesen teilweise als zurückweisend, förmlich und sogar arrogant beschrieben. Er gilt als erster Vertreter der Moderne in der niederländischen Literatur.
Sein Grab befindet sich auf dem niederländischen Friedhof Oud Eik en Duinen in Den Haag.

## Werk

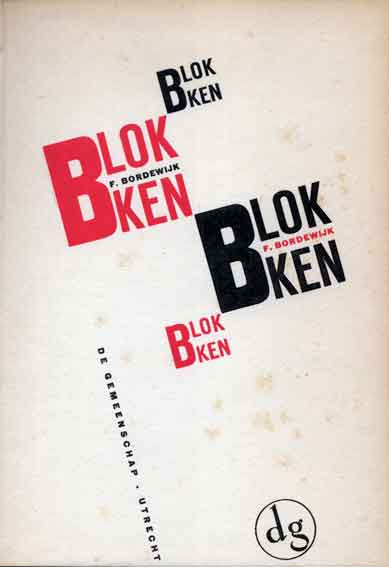
Blokken (1931)

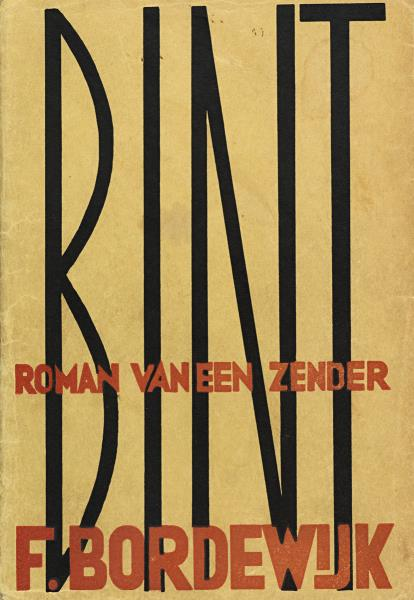
Bint (1934)

Bordewijks frühe Erzählungen wurden mit denen von Edgar Allan Poe und E. T. A. Hoffmann verglichen; er selbst stritt einen Einfluss jedoch ab. Einen charakteristischen eigenen Stil entwickelte er nach Ansicht vieler Kritiker in der ersten Hälfte der dreißiger Jahre, als er zahlreiche Erzählungen und kurze Romane veröffentlichte. Sein bekanntester Roman aus dieser Epoche, Bint (1934), handelt von einem Schuldirektor, der seine Schule mit eiserner Hand regiert, bis schließlich der Selbstmord eines Schülers eine Art Aufstand auslöst. Ab 1936 veröffentlichte Bordewijk dann auch umfangreichere Romane. Dazu kamen einige weniger beachtete Theaterstücke und das Libretto für die Oper Rotonde seiner Frau Johanna Roepman (1941). Der Roman Karakter wurde 1997 von Mike van Diem unter dem gleichen Titel verfilmt und greift das Motiv der eisernen Disziplin wieder auf, das auch in Bint prägend war – kehrt es jedoch um zur Selbstdisziplin: Die Hauptfigur Jacob Katadreuffe versucht gegen den Widerstand seines Vaters, Anwalt zu werden, um diesen zu übertreffen. Als sein Vater jedoch merkt, dass seine Widerstände Jacob nur stärken, entdeckt er schließlich seine Zuneigung für seinen Sohn. Als Jacob sein Ziel endlich erreicht hat, erfährt er, dass der Vater ihn heimlich unterstützt hat.
Bordewijk gilt als einer der wichtigsten Vertreter der Neuen Sachlichkeit in der niederländischen Literatur, obwohl diese Einordnung von einigen Kritikern auch zurückgewiesen wird. Disziplin und Erlangung von Persönlichkeit sind wiederkehrende Motive seines Werks. Sein Stil ist häufig komprimiert und prägnant, die meisten seiner Texte sind in höheren Schichten in städtischen Milieus angesiedelt. Typisch für ihn sind trotz der komprimierten Sprache lange und detailreiche Beschreibungen, die seine Charaktere teilweise in ein surrealistisches Licht rücken, weswegen er von Kritikern häufig als Vertreter des Magischen Realismus wahrgenommen wurde. In den Handlungsorten von Bordewijks Romanen sind teilweise reale Orte wiedererkennbar, die in Verbindung mit seinem Leben stehen. Ansonsten gilt seine Prosa aber als wenig autobiografisch, Bezüge zu realen Personen oder Fällen aus seinem Leben als Anwalt können kaum gezogen werden. Dennoch gab es immer wieder Versuche, Hauptfiguren seiner Romane mit Bordewijk zu identifizieren. Er selbst äußerte sich zu seinem Werk kaum, da er die Deutung als Aufgabe des Lesers verstand.
Für seine Romane wurde Bordewijk mit drei bedeutenden Preisen ausgezeichnet, dem Prijs voor kunsten en wetenschappen (1949), dem P.C. Hooft-prijs (1953) und dem Constantijn Huygensprijs (1957). Bislang sind erst wenige seiner Werke ins Deutsche übersetzt.

## Bibliografie
- Paddestoelen (1916, als Ton Ven)
- Fantastische vertellingen (1919, 1923, 1924)
- Blokken. De mislukking van een heilstaat (1931; dt. Blöcke, übersetzt von Thomas Baumeister; Göttingen: Steidl, 1991)
- Knorrende beesten. De roman van een parkeerseizoen (1931)
- Bint (1934; dt. Bint, übersetzt von Marlene Müller-Haas; München: C.H. Beck, 2012 (Reihe Textura))
- Rood paleis (1936)
- De wingerdrank (1937)
- Karakter (1938; dt. Büro Rechtsanwalt Stroomkoning, übersetzt von Emil Charlet; Bremen: Carl Schünemann, 1939, und Charakter: Roman von Sohn und Vater, übersetzt von Marlene Müller-Haas; München: C.H. Beck, 2007, und München: Deutscher Taschenbuch Verlag, 2010)
- De korenharp (1940)
- Drie toneelstukken (1940)
- Apollyon (1941)
- Verbrande erven. Een plaatsbeschrijving (1944)
- Eiken van Dodona (1946)
- Bij gaslicht (1947)
- Noorderlicht (1948)
- Plato's dood (1948)
- Rotonde (1948)
- Het eiberschild (1949)
- Zwanenpolder (1949)
- Vertellingen van generzijds (1950)
- De korenharp. Nieuwe reeks (1951)
- Studiën in volksstructuur (1951)
- De doopvont (1952)
- Mevrouw en meneer Richebois (1954)
- Bloesemtak (1955)
- Onderweg naar de Beacons (1955)
- Geachte confrère (1956)
- De aktentas (1958)
- De zigeuners (1960)
- Tijding van ver (1961)
- Paddestoelen (raad in) rijm (1961, als Ton Ven)
- Lente (1964)
- Jade, jaspis en de jitterbug (1964, als Ton Ven)
- De Golbertons (1965)

## Belege
1. 1 2  A. G. H. Bachrach et al.: Moderne Encyclopedie van de Wereldliteratuur, Haarlem / Antwerpen (1980), Bd. 2, S. 28 f.
2. 1 2  Biografisch Woordenboek van Nederland, gesehen am 13. November 2009